# Rudolf Buchheim

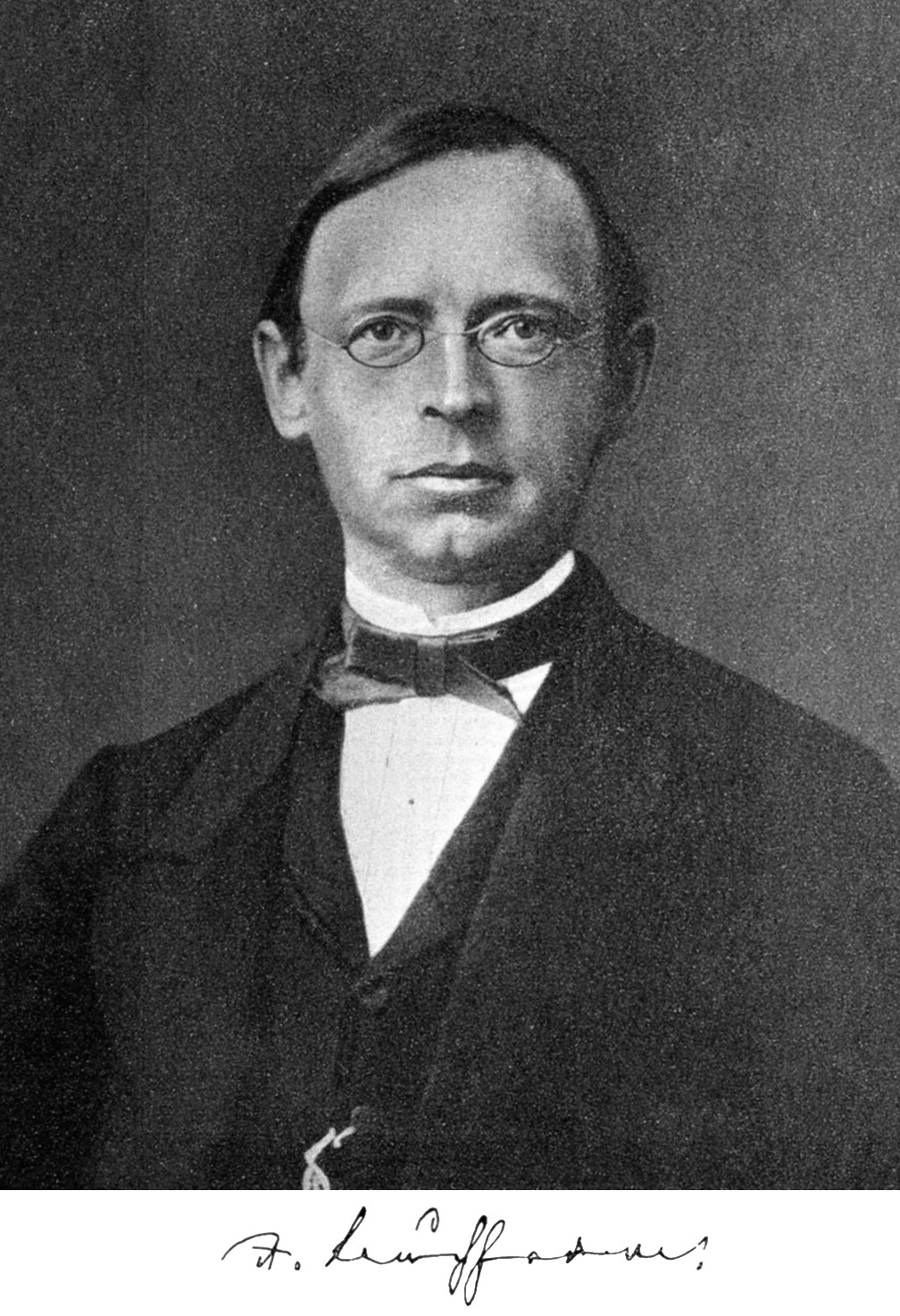
Rudolf Buchheim, vor 1911

Rudolf Richard Buchheim (* 1. März 1820 in Budissin (heute Bautzen); † 25. Dezember 1879 in Gießen) war ein deutscher Mediziner und experimenteller Pharmakologe. Gemeinsam mit seinem Schüler Oswald Schmiedeberg begründete er die Pharmakologie als selbständiges medizinisch-biologisches Fach.

## Leben

Buchheims Wohnhaus in Dorpat, im Zweiten Weltkrieg zerstört

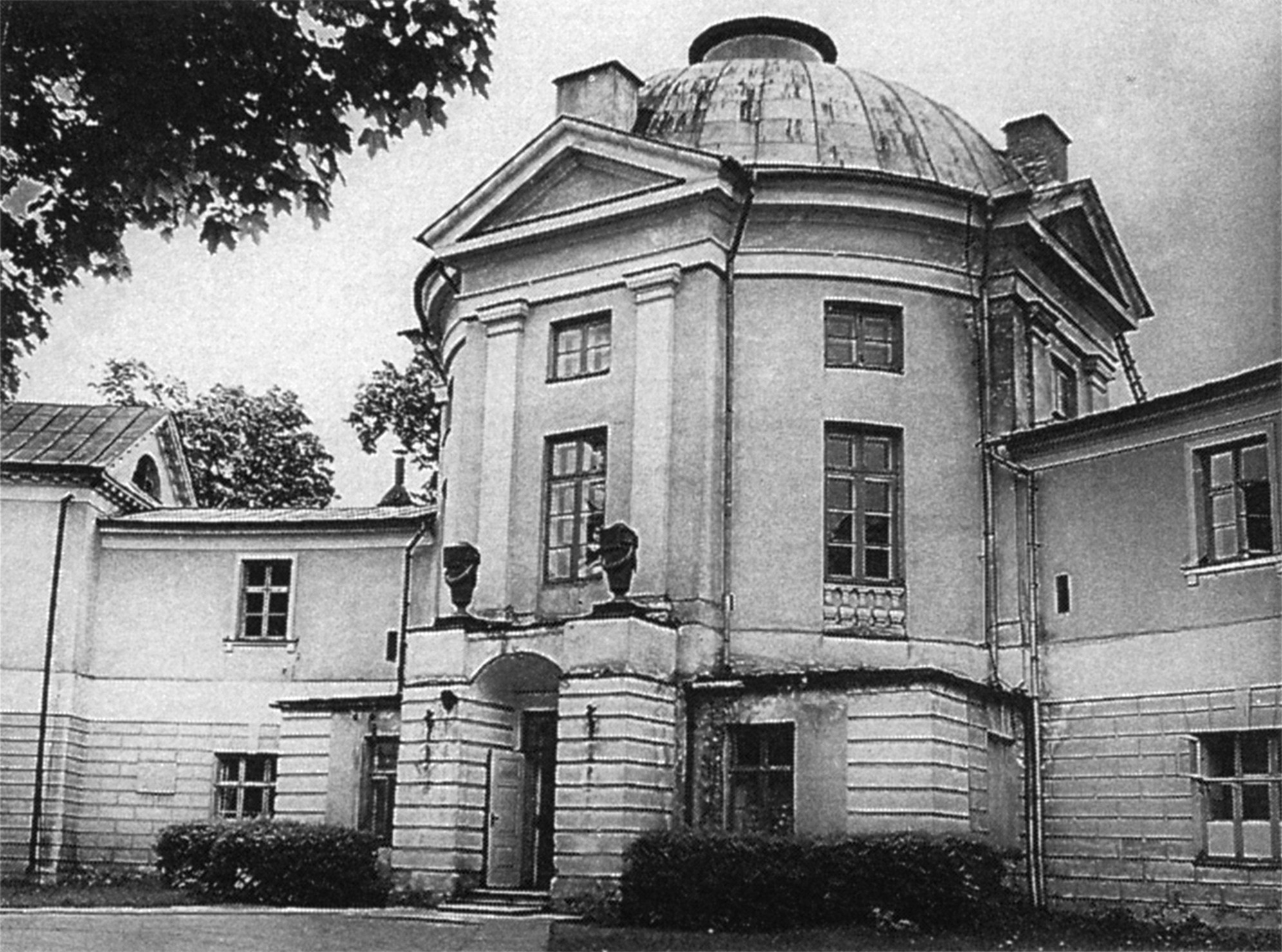
Theatrum Anatomicum in Dorpat mit dem Pharmakologischen Institut, heutiger Zustand

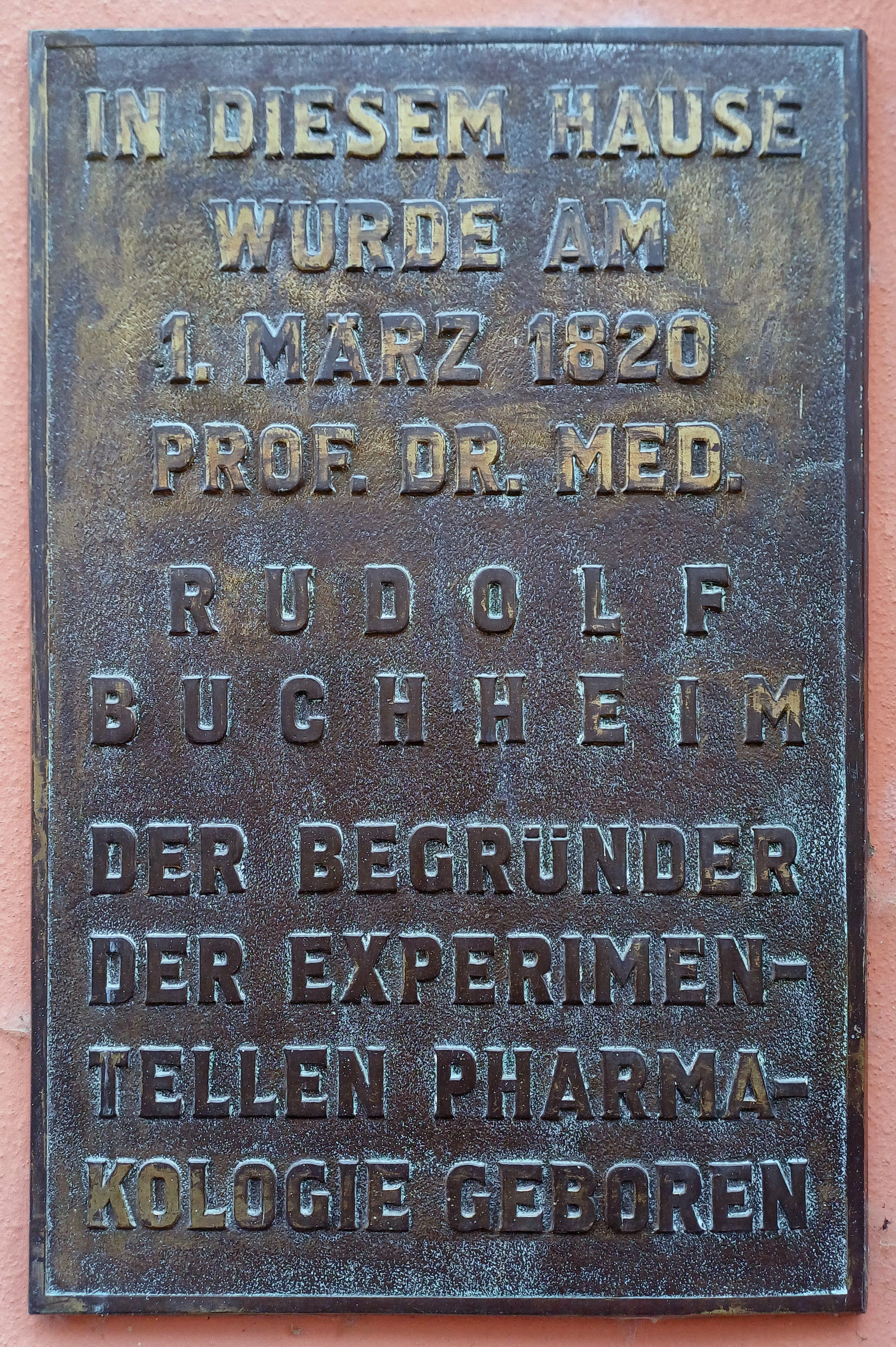
Gedenktafel am Haus, Schloßstraße 11, in Bautzen

Buchheims Vater war Arzt. Rudolf studierte an der Medizinisch-Chirurgischen Akademie in Dresden und in Leipzig, unter anderem als Schüler von Ernst Heinrich Weber, Medizin. Der Leipziger Professor für Physiologische Chemie Karl Gotthelf Lehmann (1812–1863) weckte Buchheims lebenslanges Interesse an den chemischen Aspekten der Medizin. 1845 wurde er bei Weber zum Dr. med. promoviert. Früh verwaist und arm, verdiente er seinen Lebensunterhalt mit medizinisch-schriftstellerischer Tätigkeit. So übersetzte er ins Deutsche (und bearbeitete gleichzeitig) das Werk des britischen Arztes und Professors für Materia Medica Jonathan Pereira (1804–1853) The Elements of Materia medica and Therapeutics. Die Übersetzung erschien in zwei Bänden 1846 (844 Seiten) und 1848 (929 Seiten). Oswald Schmiedeberg schrieb in seiner Würdigung Buchheims: „Die Zeit, die Buchheim auf diese Bearbeitung verwandte ..., kann als seine Lehrzeit auf pharmakologischem und anderen einschlägigen Gebieten angesehen werden. Einen anderen Lehrer als sich selbst hat er auf diesen Gebieten nicht gehabt.“ Sein schriftstellerisches Wirken machte Buchheim so bekannt, dass er 1847, zwei Jahre nach der Promotion, erst außerordentlicher, dann 1849 ordentlicher Professor für Arzneimittellehre, Diätetik und Geschichte und Enzyklopädie der Medizin an der Medizinischen Fakultät der Kaiserlichen Universität Dorpat wurde, wo er 1849 das erste Spezialinstitut für experimentelle Pharmakologie gründete.
Dorpat, das heutige Tartu, gehörte damals zu Russland, doch war die Universität deutschsprachig. Sie blühte: Hier wirkten zu Buchheims Zeit der Biochemiker Carl Schmidt, der im Magensaft die Salzsäure entdeckte, der Anatom und Physiologe Friedrich Heinrich Bidder, der Pharmazeut Georg Dragendorff und der Anatom Karl Wilhelm von Kupffer, Namensgeber der Kupffer-Sternzellen in der Leber. Zu Buchheims Schülern und Doktoranden gehörte in Dorpat der spätere Chirurg Ernst von Bergmann. Kurz nach Buchheim wirkten in Dorpat der Physiologe Hermann Adolf Alexander Schmidt (1831–1894), der das Thrombin entdeckte, und der Psychiater Emil Kraepelin. Buchheim richtete in Dorpat im Keller seines Wohnhauses und mit seinem eigenen Geld ein pharmakologisches Labor ein. 1860 ersetzte es die Fakultät durch ein geräumiges neues Pharmakologisches Institut im Theatrum Anatomicum.
Schmiedeberg: „So ist Buchheim der Gründer des ersten pharmakologischen Instituts, welches auch zwei Decennien hindurch fast das einzige seiner Art geblieben ist, da es an anderen Universitäten im wesentlichen nur ‚pharmakognostische Sammlungen‘, nicht aber Institute für experimentell pharmakologische Arbeiten gab. ... Auf diesem günstigen Boden entwickelte sich Buchheims Tätigkeit, die zu einer Arzneimittellehre auf experimenteller Grundlage führte.“ Seine Experimente führte Buchheim mit Doktoranden durch, 90 in seiner Dorpater Zeit. Die Dissertationen waren zum Teil noch lateinisch abgefasst, und ihr Niveau war relativ hoch. Schmiedeberg gibt eine Liste mit kurzen Zusammenfassungen, darunter seine eigene Dissertation von 1866 Über die quantitative Bestimmung des Chloroforms im Blute und sein Verhalten gegen dasselbe. In den Jahren 1853 bis 1856 erschien die erste Auflage von Buchheims Lehrbuch der Arzneimittellehre. Er wollte es zunächst Entwurf einer wissenschaftlichen Arzneimittellehre nennen, im Bewusstsein, dass, wie es in einer Rezension hieß, „die neuere exakte Forschungsmethode und eine logisch disziplinierte Denkweise uns erst zu dem ersten Grade der Erkenntnis, nämlich des Nichtwissens, geführt hat“.
Zweimal war Buchheim je drei Jahre lang Dekan der Dorpater medizinischen Fakultät. 1863 lehnte er einen Ruf an die Universität Breslau ab. 1866 erhielt er gleichzeitig Rufe nach Gießen und Bonn. Er nahm den Ruf nach Gießen an. Dort, im Großherzogtum Hessen, versprach er sich eine bessere Förderung der Pharmakologie als im preußischen Breslau und Bonn. Jedoch musste er auch in Gießen zunächst ein Laboratorium in seinem eigenen Haus einrichten. Er hatte hier nur noch wenige Doktoranden. Während die Planung eines neuen Instituts sich dem Ende näherte, ist er im Jahr 1879 gestorben. Sein Grab auf dem Alten Friedhof in Gießen ist erhalten.

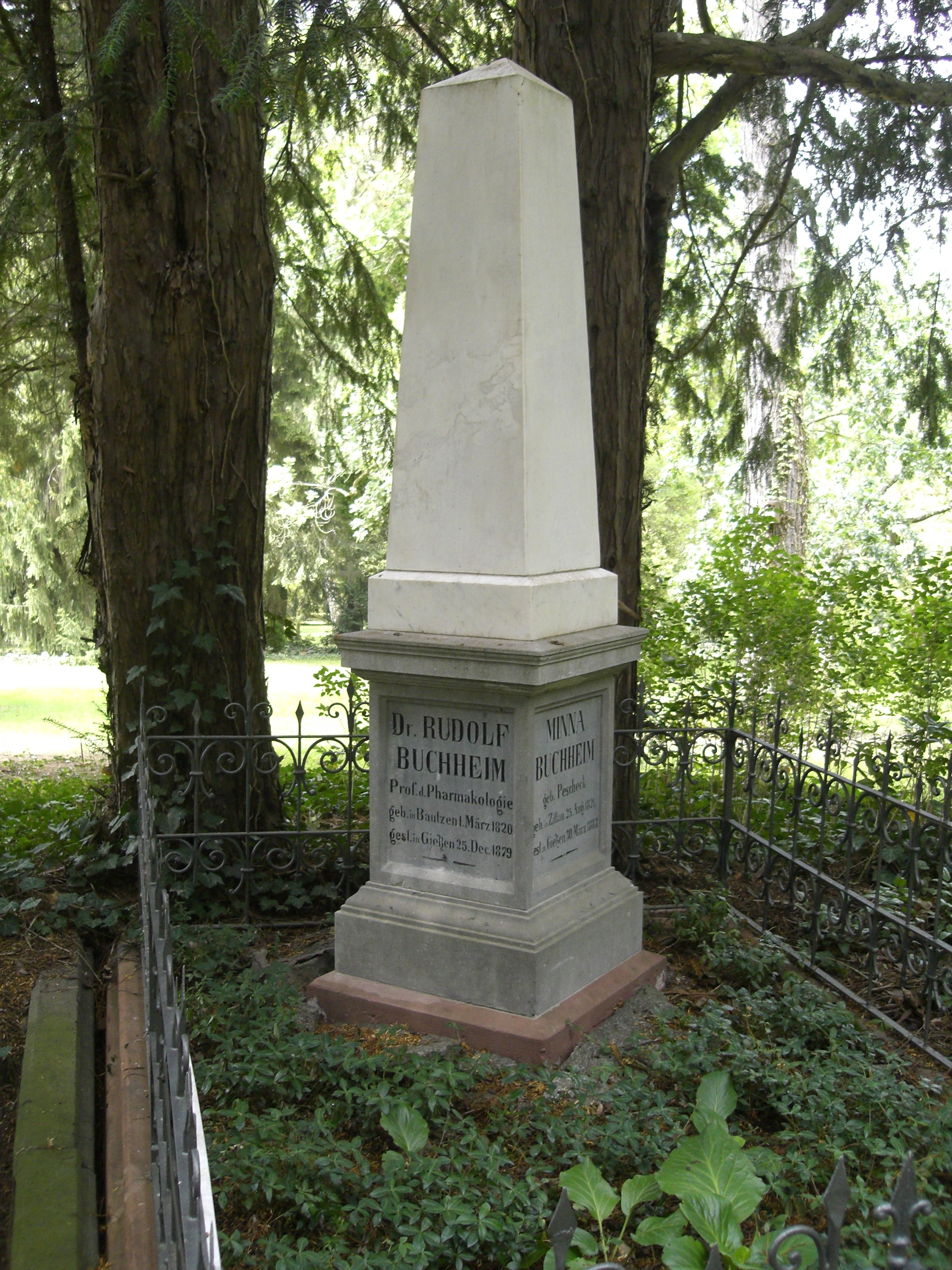
Grab von Rudolf Buchheim und seiner Frau Minna auf dem Alten Friedhof in Gießen

## Die Entstehung der Pharmakologie
Pereiras Buch behandelte laut Originaltitel die Materia medica, und Buchheims Dorpater Lehrstuhl war unter anderem der Arzneimittellehre gewidmet. Damit meinte man damals das gesammelte Wissen über die Eigenschaften und die therapeutische Anwendung von jeglicher Art von Stoffen. Die Kompendien beschrieben ausführlich Arzneipflanzen, Drogen und Mineralien. Das vermeintliche Wissen über den therapeutischen Gebrauch war aber oft nur Vermuten. Es gründete sich bestenfalls auf Beobachtungen an Kranken ohne Kontrollversuche, oft auch nur auf ein Dogma wie die Signaturenlehre. Dass es eine physikalisch-chemisch-biologische Wechselwirkung zwischen einem Stoff und dem Lebewesen geben müsse, existierte kaum als Gedanke, geschweige denn als explizite Theorie.
Zwar gab es auch vor Buchheim Experimente mit dem Ziel, eine solche Wechselwirkung für einzelne Stoffe zu erkennen. Den Weg wiesen besonders zwei Franzosen: François Magendie, der zum Beispiel herausfand, dass der Ort der krampfauslösenden Wirkung des Strychnins das Rückenmark ist, und Claude Bernard, der zum Beispiel herausfand, dass Curare durch eine Wirkung auf die motorische Endplatte lähmt.
Magendie und Bernard verstanden sich aber als Physiologen, bestrebt, das normale Funktionieren des Körpers zu verstehen, und benutzten Pharmaka, ob Arzneistoffe oder Gifte, nur als Hilfsmittel für dieses Ziel. Buchheims und später Schmiedebergs Ziel wurde es, die Wechselwirkung aller Arzneistoffe und Gifte mit Lebewesen physikalisch-chemisch-biologisch zu verstehen – als Ursachen-Wirkungs-Ketten zu verstehen – und dies Verstehen dem Menschen nutzbar zu machen. Das war ein Ziel eigener und neuer Art, und die Forschungen, es zu erreichen, bilden seither das Fach Pharmakologie. Buchheim formulierte bereits im Vorwort seiner Pereira-Bearbeitung die beiden Richtungen der Wechselwirkung: „Es treten uns hier sogleich zwei Fragen in den Weg, nämlich 1) inwiefern werden die Arzneimittel von dem Organismus verändert und 2) inwiefern wirken dieselben auf den Organismus verändernd ein.“ Die beiden Richtungen nennt man heute Pharmakokinetik und Pharmakodynamik.
Buchheim schuf die Pharmakologie als Fach sui generis. Über Buchheims eigene Forschung urteilte schon Schmiedeberg: „(Die Resultate enthalten) keine großen Entdeckungen, obgleich sie unsere Kenntnisse auf zahlreichen Gebieten wesentlich erweitern und namentlich wichtige Grundlagen für weitere Forschungen bildeten und noch jetzt bilden. Die Hauptbedeutung dieser Arbeiten liegt aber darin, daß durch sie die experimentelle Forschung in diesen wichtigen Zweig der Medicin eingeführt und in ihm allmählich eingebürgert wurde.“ Ein bleibendes Ergebnis stammt aus der Dissertation von Krich 1857 Experimenta quaedam pharmacologicae de oleis Ricini, Crotonis et Euphorbiae Lathyridis (Einige pharmakologische Experimente über das Ricinusöl, das Crotonöl und das Öl der Kreuzblättrigen Wolfsmilch): Was bei den Ölen abführend wirkt, sind die im Darm aus den Triglyceriden entstehenden freien Säuren, im Fall des Ricinusöls die Ricinolsäure.

## Die Pharmakologie in Dorpat nach Buchheim
Als Buchheim 1867 nach Gießen ging, wurde sein ehemaliger Doktorand Schmiedeberg sein Nachfolger als Professor der Pharmakologie in Dorpat und blieb, bis er 1872 nach Straßburg berufen wurde.
Liste der ersten Nachfolger Buchheims in Dorpat:
| Name                   | Lebenszeit | Jahre in Dorpat | Nach Dorpat kommend aus | Aus Dorpat wechselnd nach |
| ---------------------- | ---------- | --------------- | ----------------------- | ------------------------- |
| Oswald Schmiedeberg    | 1838–1921  | 1867–1872       | (war bereits in Dorpat) | Straßburg                 |
| Rudolf Boehm           | 1844–1926  | 1872–1882       | Würzburg                | Marburg                   |
| Hans Horst Meyer       | 1853–1939  | 1882–1884       | Straßburg               | Marburg                   |
| Valerian Podwyssotzky  |            | 1884–1885       | (war bereits in Dorpat) | Kasan                     |
| Rudolf Kobert          | 1854–1918  | 1886–1896       | Straßburg               | Rostock                   |
| Stanislaw Czirwinsky   | 1852–1922  | 1897–1902       | Straßburg               | Moskau                    |
| David Lavrov           | 1865–1929  | 1902–1918       | St. Petersburg          | Woronesch, Odessa         |
| Paul Trendelenburg     | 1884–1931  | 1918            | Freiburg im Breisgau    | Rostock                   |
| Siegfried Walter Loewe | 1884–1963  | 1921–1928       | Göttingen               | Mannheim                  |
| Georg Barkan           | 1889–1945  | 1929–1937       | Frankfurt/M.            | Boston                    |

Zu Koberts Zeit erschienen nicht nur 13 Bände einer Reihe Arbeiten des Pharmakologischen Instituts zu Dorpat, sondern auch 5 Bände einer Reihe Historische Studien aus dem Pharmakologischen Institut der Kaiserlichen Universität Dorpat (1889–1896). In diesen Jahren wurde die Russifizierung des Baltikums vorangetrieben. Die Arbeitssprache an der Universität wurde Russisch. Die Professoren mussten entweder die Vorlesungen auf Russisch halten oder gehen. Kobert, obwohl Kaiserlicher Staatsrat, verließ Dorpat 1896.
Die Universität teilte die Geschicke ihres Landes. Auch am Pharmakologischen Institut gab es ein „russisches Zwischenspiel“ mit den Professoren Czirwinsky und Lavrov. Im Februar 1918 proklamierte Estland seine Selbständigkeit. Im April 1918 wurde von deutscher Seite die Landesuniversität zu Dorpat gegründet. Ans Pharmakologische Institut wurde 1918 Paul Trendelenburg berufen, der aber noch im selben Jahr als Nachfolger von Kobert nach Rostock ging. Die Universität wurde – jetzt unter dem Namen Universität Tartu – estnische Nationaluniversität mit Estnisch als Arbeitssprache. In ihr besteht das Pharmakologische Institut fort, noch dasselbe, das Buchheim 1859 im Theatrum Anatomicum bezogen hatte. 1970 fand dort eine internationale, dem 150. Geburtstag Buchheims gewidmete Tagung statt.